# Vindesină
Vindesina este un agent chimioterapic de tip vinca-alcaloid semisintetic, fiind utilizat în tratamentul unor cancere (leucemie, limfoame). Calea de administrare disponibilă este cea intravenoasă.